# Нагибово
Наги́бово — село в Октябрьском районе Еврейской автономной области. Входит в состав Нагибовского сельского поселения.

## География
Стоит на левом берегу реки Амур, на российско-китайской границе. Находится в пограничной зоне, посещение только при наличии пропуска.
Расстояние до районного центра села Амурзет около 36 км; на запад, через Садовое, Благословенное (стоит на автотрассе Бирофельд — Амурзет, около 14 км) и Пузино.
На восток от Нагибово идёт дорога к сёлам Доброе и Ручейки с выездом на трассу Бирофельд — Амурзет.

## Население
| 1869 | 1901 | 1917 | 1923 | 1924 | 1992 | 2002 |
| ---- | ---- | ---- | ---- | ---- | ---- | ---- |
| 300  | ↘21  | ↗256 | ↗347 | ↗404 | ↗884 | ↘621 |
| 2010 |      |      |      |      |      |      |
| ↘534 |      |      |      |      |      |      |

## Улицы
| - ул. Зелёная, - ул. Комсомольская, - ул. Молодёжная, - ул. Набережная, | - ул. Первомайская, - ул. Пограничная, - ул. Полевая, - ул. Садовая, | - пер. Совхозный, - ул. Строительная, - ул. Центральная. |

## Экономика
Сельскохозяйственные предприятия Октябрьского района.